# 秋田空港本線料金所
秋田空港本線料金所（あきたくうこうほんせんりょうきんじょ）は、秋田県秋田市河辺畑谷にある、日本海東北自動車道の本線料金所である。

## 沿革
河辺JCTから岩城IC開通時の2002年（平成14年）10月26日には、岩城ICに料金所があったため当料金所は存在していなかった。
のちに岩城IC以南が無料区間になったため、2007年（平成19年）3月30日に秋田空港IC西側の本線上に料金所が設置された。
秋田空港という名前が付いているが、秋田道方面へ行く場合は、秋田空港ICからではなく岩城ICからの料金が徴収され、秋田道や秋田空港ICから来た場合は、秋田空港ICまでではなく岩城ICまでの料金が徴収される。

## 道路
- E7 日本海東北自動車道

## 料金所施設
ブース数：4
下り線
- ブース数：2
  - ETC専用：1
  - 一般：1

上り線
- ブース数：2
  - ETC専用：1
  - 一般：1

## 隣
E7 日本海東北自動車道
(15)岩城IC - 秋田空港本線料金所 - (16)秋田空港IC - (5-1)河辺JCT